# Золочевский поселковый совет (Харьковская область)
Зо́лочевский поселко́вый сове́т — входил до 2020 года в состав Золочевского района Харьковской области Украины.
Административный центр поселкового совета находится в пгт Золочев.

## История
- 1923 — дата образования данного сельского Совета депутатов трудящихся в составе ... волости Богодуховского уезда Харьковской губернии Украинской Советской Социалистической Республики.
- С марта 1923 года — в составе Золочевского района Богоду́ховского о́круга (затем, после его упразднения, Ахты́рского о́круга), с февраля 1932 — в Харьковской области УССР. В Золочеве находился райком партии и РИК (райисполком).
- После 17 июля 2020 года в рамках административно-территориальной реформы по новому делению Харьковской области[2][3] Золочевский район Харьковской области был ликвидирован; входящие в поссовет населённые пункты и его территории присоединены к Золочевской территориальной общине Богодуховского района.

## Населённые пункты совета
- пгт Зо́лочев
- село Березовка
- село Бугаи́ Вторы́е
- село Зрубанка
- село Литви́ново
- село Макариха
- село Ореша́нка
- село Рассохова́тое
- село Сне́ги
- село Ца́повка

### Ликвидированные населённые пункты
- село Бугаи́ Пе́рвые